# Kostel Rozeslání svatých apoštolů (Dub)
Kostel Rozeslání svatých apoštolů je pozdně barokní římskokatolický kostel v městysi Dub v okrese Prachatice. Kostel byl farním kostelem římskokatolické farnosti Dub, od jejího zániku je filiálním kostelem farnosti Vlachovo Březí. Od 3. května 1958 je chráněn jako kulturní památka.